# 叻南里路

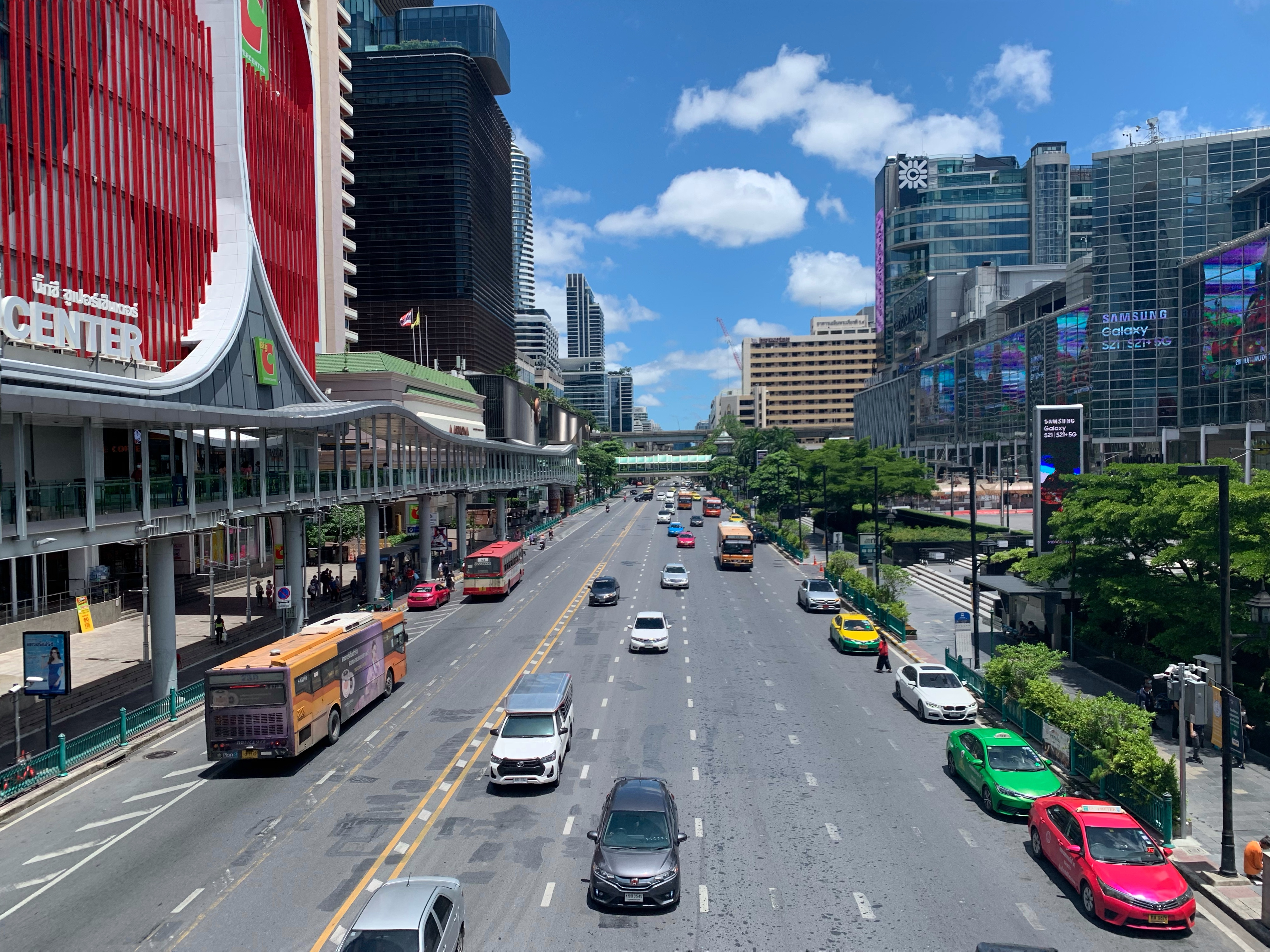
叻南里路

叻南里路是泰國首都曼谷的幹線街道。上空有曼谷大眾運輸系統是隆線通過。

## 歷史
叻南里路是拉瑪五世於1902年下令修建的。考慮到之前修建的道路，如石龍軍路太過狹窄而常常發生事故，以及這條路未來的重要性，所以在建造時就決定了路的寬度。

## 沿線設施
- 是樂園
- 四面佛
- 密西中心

## 接通的街道
- 奔集路
- 拍喃一路
- 拍喃四路
- 是隆路
- 叻猜巴洛路
- 碧武里新路

## 鄰近車站
- 叻南里車站（曼谷大眾運輸系統）

13°44′22.7″N 100°32′21.8″E / 13.739639°N 100.539389°E